# سید حسن طباطبایی قمی
سید حسن طباطبایی قمی (۱۲۹۰ – ۲۶ خرداد ۱۳۸۶) یکی از روحانیون معاصر ایران و یکی از مراجع منتقد و رژیم و نوع  سلطنت محمد رضا پهلوی بود، پدرش سید حسین طباطبایی قمی از مراجع تقلید سرشناس و از رهبران جنبش مسجد گوهرشاد در مشهد بود، و سال‌های سال زعیم حوزه کربلا و نجف بود. وی از منتقدین و مخالفین صریح اعدام‌های دسته جمعی اوایل انقلاب بود و همچنین ادامه جنگ پس از فتح خرمشهر را حرام می‌دانست چون  انی امر را جنگ بین دو ملت مسلمان میدانست وی در اواخر عمر خود در حصر خانگی بود . برادر وی سید تقی طباطبایی قمی هم از مراجع تقلید مطرح شیعه در قم بود. وی همچنین دایی سید رضا صدر و سید موسی صدر است.

## نسب
از سادات طباطبایی است که نَسَبِ ایشان به ابراهیم طباطبا پسر اسماعیل دیباج  پسر ابراهیم غمر  پسر حسن مثنی  پسر حسن مجتبی می‌رسد. 

## زندگی
وی در سال ۱۳۲۹ قمری (۱۲۹۰ خورشیدی) در مشهد متولد شد. دوران کودکی وی در همین شهر سپری شد. سید حسن قمی فرزند حاج آقا حسین قمی، از بزرگ‌ترین مراجع شیعه بود که در مشهد سکونت داشت اما در پی فرمان رضا شاه مبنی بر کشف حجاب اجباری زنان در سال ۱۳۱۴ خورشیدی و ابراز مخالفت میرزا حسین قمی، ناچار به ترک ایران و اقامت در عراق شد.
قمی نیز که تحصیلات خود را در مشهد آغاز کرده بود همراه با پدر و ۱۱ تن دیگر از برادرانش من جمله سیدتقی به عراق رفت و در آنجا علاوه بر پدرش، به تحصیل نزد علمای بزرگ آن زمان، همچون میرزا حسین نائینی و ضیاء الدین عراقی پرداخت و در سن کم به درجه اجتهاد رسید.
وی در سال‌های دهه ۴۰ شمسی به اقدام اعتراضی علیه «حکومت پهلوی» پرداخت و در آن سال‌ها در سخنرانی‌های وی هزاران نفر شرکت می‌نمودند. در سال ۱۳۴۲، یکی از بلندپایه‌ترین روحانیان شیعه بود که بازداشت و به شهرهای خاش و سپس کرج تبعید شد، پس از انقلاب و روی کار آمدن حکومت جمهوری اسلامی در ایران، عمدتاً بر سر مخالفت با اندیشه ولایت فقیه و انتقاد به عملکرد برخی مسئولین بلندپایه ایران، در زمره منتقدان این نظام درآمد و سالها در حبس خانگی و تحت محدودیت به سر برد، اما در سال‌های پایانی عمر با کمرنگ تر شدن محدودیت‌ها، جلسات روضه را در بیت خود برگزار می‌کرد و شاهد حضور چشمگیری از عموم مردم مشهد در جلسات روضه بیت وی بودند، هم‌اکنون پس از درگذشت وی همانند سابق جلسات روضه اهل بیت در بیت طباطبائی قمی در مشهد برگزار می‌گردد.
پس از دوران حصر و کاهش محدودیت‌ها بتدریج دیدار علمای بلندپایه کشور با سید حسن طباطبایی قمی صورت گرفت. از اولین دیدارها می‌توان به حضور ناصر مکارم شیرازی، سیدموسی شبیری زنجانی، حسین وحید خراسانی، صدوقی مازندرانی، سیدعبدالکریم موسوی اردبیلی، مصباح موسوی، اشاره کرد.
وی پس از درگذشت پدرش به مشهد بازگشت و به تدریس در حوزه علمیه و فعالیتهای مذهبی پرداخت. وی در سال ۱۳۸۶ پس از یک دوره بیماری درگذشت.
تشیع پیکر او در حرم علی بن موسی الرضا با حضور مردم، علما، شخصیت‌های مذهبی، سیاسی، فرماندار، استاندار، تولیت آستان قدس و چندتن از مراجع تقلید مشهد صورت پذیرفت.
نماز بر جنازه او در مسجد گوهرشاد مشهد توسط حسین وحیدخراسانی انجام شد و سپس در کنار ضریح علی ابن موسی الرضا به خاک سپرده شد.

## انقلاب اسلامی
با آغاز حرکت اعتراضی سید روح‌الله خمینی علیه سیاست‌های حکومت وقت ایران در سال ۱۳۴۲، قمی نیز در این حرکت شرکت جست و سال بعد همراه با خمینی بازداشت شد و تا زمان وقوع انقلاب در شهرهای مختلف، عمدتاً در کرج، در تبعید زندگی کرد.
در زمان انقلاب نیز، قمی به حمایت از خمینی پرداخت، اما مدتی پس از پیروزی انقلاب که سید روح الله خمینی، نظریه ولایت فقیه را به عنوان رکن نظام حاکم بر ایران مطرح کرد، قمی و برخی دیگر از روحانیون به مخالفت با این نظریه پرداختند و ادعا کردند که مخالف آموزه‌های دین اسلام و مذهب تشیع است.
وی از مخالفین اعدام‌های اوایل انقلاب اسلامی و همچنین اعدام‌های دسته جمعی سال ۶۷ بود که همین مسئله موجب شد تا سید حسن طباطبایی قمی با وجود خدمات ارزنده به نظام جمهوری اسلامی، محکوم به حبس خانگی گردد که این حبس تا اواخر عمر ایشان ادامه یافت.
بدین ترتیب، سیدحسن قمی، با وجود سوابقی که در همراهی با خمینی داشت، همراه با سید محمد صادق روحانی و سید محمد حسینی شیرازی که دیگر مراجع تقلیدی بودند که علناً در ایران به مخالفت با نظریه ولایت فقیه پرداختند تحت حبس خانگی قرار گرفت و تا پایان عمر در محدودیت زندگی کرد.